# Ясколка дернистая
Ясколка дернистая, или Ясколка костенецевидная (лат. Cerastium fontanum subsp. vulgare) — вид небольших однолетних травянистых растений семейства Гвоздичные (Caryophyllaceae). Русскоязычные названия исторически используются в отношении таксономически устаревших синонимов лат. Cerastium caespitosum (дернистая) и лат. Cerastium holosteoides (костенецевидная), тогда как более корректный вариант Ясколка ключевая подвид обыкновенная, соответствующий уточненному латинскому названию, в авторитетных источниках еще не встречается.

## Ботаническое описание
Однолетние, двулетние или изредка многолетние травянистые растения высотой (8)10-30 см, покрытые короткими простыми и в верхней части (реже целиком) железистыми волосками. Стебель стелющийся (бесплодный) или приподнимающийся (цветоносный).
Листья продолговатые или продолговато-яйцевидные, нижние - суженые в короткий черешок, остальные - сидячие, 1-3 см длиной и 3-10 мм шириной.
Цветки собраны на верхушке стебля в вильчатый густой полузонтик. Цветоножки при отцветании удлиняются и становятся в 2-3 раза длиннее чашечки. Прицветники травянистые, по краям пленчатые. Чашелистики остроконечные, 5-6 мм длиной, на верхушке и по краям пленчатые, по спинке волосистые. Лепестки белые, надрезанные до ⅓ длины, равны или короче чашелистиков - характерный признак, отличающий от основного вида Ясколка ключевая, который имеет крупные лепестки в 2-3 раза длиннее чашечки.
Плод - коробочка вдвое длиннее чашечки.

## Распространение и экология
Природный ареал охватывает Скандинавию, Атлантическую и Среднюю Европу, Западное Средиземноморье, Балканы, Иран, Монголия, Япония, Китай, Африка, Америка, Австралия, Новая Зеландия, Антарктические острова. На территории России встречается на Кавказе, в Сибири, на Дальнем Востоке, по всей европейской части.
Произрастает в светлых лесах, рощах, полянах, вырубках, кустарниках, на лугах, выгонах, по берегам водоёмов, на полях, около жилья и дорог, в горах достигает альпийской зоны.

## Хозяйственное значение
- Сорное растение, часто засоряет посевы[3].

## Классификация

### Таксономия
Cerastium fontanum subsp. vulgare (Hartm.) Greuter & Burdet, 1982, Willdenowia 12: 37
Подвид Ясколка ключевая подвид обыкновенная относится виду Ясколка ключевая (Cerastium fontanum) рода Ясколка (Cerastium) семейства Гвоздичные (Caryophyllaceae) порядка Гвоздичноцветные (Caryophyllales). Кладограмма в соответствии с Системой APG IV по состоянию на декабрь 2023 года:
|  |                                      |  |                                   |                                   |                      |  | ещё 40 семейств | ещё 40 семейств |                  |  |  |  | еще 204 подтвержденных вида и 148 видов, ожидающих подтверждения | еще 204 подтвержденных вида и 148 видов, ожидающих подтверждения |  |  |
|  |                                      |  |                                   |                                   |                      |  | ещё 40 семейств | ещё 40 семейств |                  |  |  |  | еще 204 подтвержденных вида и 148 видов, ожидающих подтверждения | еще 204 подтвержденных вида и 148 видов, ожидающих подтверждения |  |  |
|  |                                      |  |                                   | порядок Гвоздичноцветные          |                      |  |                 |                 | род Ясколка      |  |  |  |                                                                  | Ясколка ключевая подвид обыкновенная                             |  |  |
|  |                                      |  |                                   | порядок Гвоздичноцветные          |                      |  |                 |                 | род Ясколка      |  |  |  |                                                                  | Ясколка ключевая подвид обыкновенная                             |  |  |
|  | отдел Цветковые, или Покрытосеменные |  |                                   |                                   | семейство Гвоздичные |  |                 |                 | Ясколка ключевая |  |  |  |                                                                  |                                                                  |  |  |
|  | отдел Цветковые, или Покрытосеменные |  |                                   |                                   |                      |  |                 |                 |                  |  |  |  |                                                                  |                                                                  |  |  |
|  |                                      |  | ещё 63 порядка цветковых растений | ещё 63 порядка цветковых растений |                      |  |                 | еще 97 родов    | еще 97 родов     |  |  |  | еще 4 внутривидовых таксона                                      |                                                                  |  |  |
|  |                                      |  |                                   | ещё 63 порядка цветковых растений |                      |  |                 |                 | еще 97 родов     |  |  |  |                                                                  |                                                                  |  |  |

### Синонимы
- Alsine trivialis E.H.L.Krause
- Arenaria anomala (Waldst. & Kit. ex Willd.)  Shinners
- Cerastium alpestre Schur
- Cerastium alpigenum Schur
- Cerastium caespitosum Gilib.
- Cerastium caespitosum Asch.
- Cerastium caespitosum f. serpentini Novák
- Cerastium caespitosum subsp. alpinum (Mert. & W.D.J.Koch)  Bech.
- Cerastium caespitosum subsp. triviale (E.H.L.Krause)  Hiitonen
- Cerastium caespitosum var. mauretanicum Maire
- Cerastium caespitosum var. montevidense Malme
- Cerastium caespitosum var. pseudoalpestre Bech.
- Cerastium connatum Beck
- Cerastium fontanum f. glutinosum (Möschl)  M.B.Wyse Jacks.
- Cerastium fontanum f. gracile (Hayek)  M.B.Wyse Jacks.
- Cerastium fontanum f. holosteoides (Fr.)  M.B.Wyse Jacks.
- Cerastium fontanum f. vulgare (Hartm.)  M.B.Wyse Jacks.
- Cerastium fontanum subsp. balcanum Gartner
- Cerastium fontanum subsp. hispanicum Gartner
- Cerastium fontanum subsp. holosteoides (Fr.)  Salman, Ommering & de Voogd
- Cerastium fontanum subsp. pyrenaeum Gartner
- Cerastium fontanum subsp. triviale (Link)  Jalas
- Cerastium fontanum var. eglandulosum Gartner
- Cerastium fontanum var. holosteoides (Fr.)  Jalas
- Cerastium fontanum var. tibeticum (Edgew. & Hook.f.)  C.Y.Wu & L.H.Zhou
- Cerastium fontanum var. vulgare (Hartm.)  M.B.Wyse Jacks.
- Cerastium holosteoides Fr.
- Cerastium holosteoides f. glandulosum Möschl
- Cerastium holosteoides f. glutinosum Möschl
- Cerastium holosteoides subsp. glandulosum (Boenn.)  I.V.Sokolova
- Cerastium holosteoides subsp. serpentini (Novák)  Dostál
- Cerastium holosteoides subsp. triviale Möschl
- Cerastium holosteoides subsp. vulgare (Hartm.)  I.V.Sokolova
- Cerastium holosteoides var. glabrescens (G.Mey.)  Hyl.
- Cerastium holosteoides var. hallaisanense (Nakai)  Mizush.
- Cerastium holosteoides var. vulgare (Hartm.)  Hyl.
- Cerastium macrocarpum Steven ex Ledeb.
- Cerastium malachiforme Schur
- Cerastium minus Schur
- Cerastium murale Desp.
- Cerastium pseudosylvaticum Schur
- Cerastium sylvaticum Opiz
- Cerastium sylvaticum subsp. torneroi P.Monts.
- Cerastium triviale Link
- Cerastium uliginosum Hegetschw.
- Cerastium viscidum Christm.
- Cerastium viscosum L.
- Cerastium viscosum var. elongatum Hook.
- Cerastium viscosum var. glabrescens G.Mey.
- Cerastium viscosum var. glandulosum Boenn.
- Cerastium vulgare Hartm.
- Cerastium vulgatum f. gracile Hayek
- Cerastium vulgatum subsp. caespitosum (Asch.)  Dostál
- Cerastium vulgatum var. americanum Ser.
- Cerastium vulgatum var. andinum A.Gray
- Cerastium vulgatum var. grandiflorum Fenzl in Ledeb.
- Cerastium vulgatum var. hirsutum Fr.
- Cerastium vulgatum var. kajanense Kotil. & Salmi
- Cerastium vulgatum var. montevidense Rohrb.
- Cerastium vulgatum var. peruvianum A.Gray
- Cerastium vulgatum var. tibeticum Edgew. & Hook.f.
- Dichodon viscidum (M.Bieb.)  Holub
- Stellaria trivialis Link